# Seria A polska w rugby (2002/2003)
Seria A polska w rugby (2002/2003) – czterdziesty siódmy sezon najwyższej klasy ligowych rozgrywek klubowych rugby union w Polsce. Tytuł mistrza Polski zdobyło Ogniwo Sopot, drugie miejsce zajęli Budowlani Łódź, a trzecie Budowlani Lublin.

## Uczestnicy rozgrywek
W rozgrywkach wzięło udział dziewięć najlepszych drużyn Serii A z poprzedniego sezonu: Lechia Gdańsk, Arka Gdynia, Ogniwo Sopot, Budowlani Łódź, Budowlani Lublin, Juvenia Kraków, Orkan Sochaczew, Posnania Poznań i AZS AWFiS Gdańsk, oraz najlepsza drużyna Serii B z poprzedniego sezonu: Folc AZS Warszawa.

## System rozgrywek
Rozgrywki toczono systemem jesień – wiosna, w trzech fazach. W pierwszej fazie wszystkie drużyny rozgrywały mecze każdy z każdym, bez rewanżów. W drugiej fazie drużyny dzielono na dwie grupy – sześć najlepszych drużyn walczyło o mistrzostwo, a cztery najsłabsze broniły się przed spadkiem. W każdej grupie mecze rozgrywano każdy z każdym (w grupie mistrzowskiej bez rewanżów, w grupie spadkowej mecz i rewanż) z zaliczeniem wyników z pierwszej rundy. Trzecia faza odbywała się w systemie play-off i uczestniczyły w niej drużyny z grupy mistrzowskiej. Zespoły sklasyfikowane na miejscach od pierwszego do czwartego grały w półfinałach (pierwszy z czwartym i drugi z trzecim), a drużyny z miejsc piątego i szóstego rozgrywały mecz o piąte miejsce. Wszystkie spotkania odbywały się na boiskach drużyn wyżej sklasyfikowanych. Zwycięzcy półfinałów spotykali się w finale, którego stawką było mistrzostwo Polski, a przegrani w meczu o trzecie miejsce. Z kolei ostatnia, dziesiąta drużyna spadała do Serii B, a przedostatnia rozgrywała baraż o utrzymanie w Serii A z drugą drużyną Serii B.

## Przebieg rozgrywek

### Pierwsza faza
Wyniki spotkań:
|                   | Lechia Gdańsk | Arka Gdynia | Ogniwo Sopot | Budowlani Łódź | Budowlani Lublin | Juvenia Kraków | Orkan Sochaczew | Posnania Poznań | AZS AWFiS Gdańsk | Folc AZS Warszawa |
| Lechia Gdańsk     | –             | 8:26        | –            | 15:12          | –                | 53:9           | –               | 40:22           | –                | 32:6              |
| Arka Gdynia       | –             | –           | 7:27         | –              | 8:8              | –              | 43:13           | –               | 31:6             | 12:3              |
| Ogniwo Sopot      | 46:0          | –           | –            | 15:16          | –                | 57:7           | 27:17           | 39:9            | –                | 40:13             |
| Budowlani Łódź    | –             | 35:13       | –            | –              | 30:17            | –              | 55:20           | –               | 34:3             | 32:9              |
| Budowlani Lublin  | 25:32         | –           | 5:5          | –              | –                | 31:18          | –               | 42:0            | –                | 31:10             |
| Juvenia Kraków    | –             | 11:13       | –            | 15:33          | –                | –              | 10:18           | –               | 20:34            | –                 |
| Orkan Sochaczew   | 31:40         | –           | –            | –              | 28:30            | –              | –               | 17:9            | –                | –                 |
| Posnania Poznań   | –             | 3:23        | –            | 15:31          | –                | 25:13          | –               | –               | 12:10            | –                 |
| AZS AWFiS Gdańsk  | 5:58          | –           | 24:16        | –              | 23:13            | –              | 12:16           | –               | –                | –                 |
| Folc AZS Warszawa | –             | –           | –            | –              | –                | 21:17          | 15:32           | 17:31           | 20:35            | –                 |

Tabela po pierwszej fazie (na zielono wiersze z drużynami, które awansowały do grupy walczącej o miejsca 1–6, a na żółto do grupy walczącej o miejsca 7–10):
| Pozycja | Drużyna           | Punkty razem | Bilans punktów |
| ------- | ----------------- | ------------ | -------------- |
| 1       | Budowlani Łódź    | 25           | 278:122        |
| 2       | Lechia Gdańsk     | 23           | 278:182        |
| 3       | Ogniwo Sopot      | 22           | 272:98         |
| 4       | Arka Gdynia       | 22           | 178:114        |
| 5       | Budowlani Lublin  | 19           | 202:154        |
| 6       | Orkan Sochaczew   | 17           | 192:241        |
| 7       | AZS AWFiS Gdańsk  | 17           | 152:220        |
| 8       | Posnania Poznań   | 15           | 126:232        |
| 9       | Folc AZS Warszawa | 11           | 114:262        |
| 10      | Juvenia Kraków    | 9            | 120:287        |

### Druga faza

#### Grupa walcząca o miejsca 1–6
Wyniki spotkań:
|                  | Budowlani Łódź | Lechia Gdańsk | Ogniwo Sopot | Arka Gdynia | Budowlani Lublin | Orkan Sochaczew |
| Budowlani Łódź   | –              | 26:15         | 24:22        | –           | –                | –               |
| Lechia Gdańsk    | –              | –             | 29:18        | –           | 22:34            | 27:20           |
| Ogniwo Sopot     | –              | –             | –            | 19:18       | 15:14            | 31:13           |
| Arka Gdynia      | 11:18          | 3:11          | –            | –           | –                | –               |
| Budowlani Lublin | 27:26          | –             | –            | 10:12       | –                | 32:20           |
| Orkan Sochaczew  | 10:14          | –             | –            | 19:12       | –                | –               |

Tabela grupy po drugiej fazie (na zielono wiersze z drużynami, które awansowały do półfinałów, a na żółto do meczu o piąte miejsce):
| Pozycja | Drużyna          | Punkty razem | Bilans punktów |
| ------- | ---------------- | ------------ | -------------- |
| 1       | Budowlani Łódź   | 38           | 38:207         |
| 2       | Lechia Gdańsk    | 34           | 382:283        |
| 3       | Ogniwo Sopot     | 33           | 377:196        |
| 4       | Budowlani Lublin | 30           | 319:249        |
| 5       | Arka Gdynia      | 29           | 234:191        |
| 6       | Orkan Sochaczew  | 24           | 274:357        |

#### Grupa walcząca o miejsca 7–10
Wyniki spotkań:
|                   | AZS AWFiS Gdańsk | Posnania Poznań | Folc AZS Warszawa | Juvenia Kraków |
| AZS AWFiS Gdańsk  | –                | –               | 21:17             | 20:6           |
| Posnania Poznań   | 21:15, 6:17      | –               | –                 | 27:8           |
| Folc AZS Warszawa | 27:13            | 6:5, 25:19      | –                 | 38:13          |
| Juvenia Kraków    | 12:36            | 13:26           | 10:11             | –              |

Tabela grupy po drugiej fazie:
| Pozycja | Drużyna           | Punkty razem | Bilans punktów |
| ------- | ----------------- | ------------ | -------------- |
| 1       | AZS AWFiS Gdańsk  | 31           | 274:309        |
| 2       | Folc AZS Warszawa | 27           | 238:343        |
| 3       | Posnania Poznań   | 27           | 230:316        |
| 4       | Juvenia Kraków    | 15           | 182:445        |

### Trzecia faza (play-off)
Mecz o piąte miejsce:
| 14 czerwca 2003 | Arka Gdynia                                              | 36:16 | Orkan Sochaczew                                        | Gdynia Sędzia: Piotr Choduń |
| 14 czerwca 2003 | P. Bury 15, J. Bator 8, K. Chromiński 8, D. Olejniczak 5 | 36:16 | K. Pisarek 5, P. Pietrzyk 5, M. Śmielak 3, B. Wróbel 3 | Gdynia Sędzia: Piotr Choduń |

Półfinały o miejsca 1–4:
| 14 czerwca 2003 | Budowlani Łódź               | 12:6(3:6) | Budowlani Lublin | Łódź Sędzia: Leszek Kościelniak |
| 14 czerwca 2003 | P. Gomulak 9, M. Langowski 3 | 12:6(3:6) | T. Stępień 6     | Łódź Sędzia: Leszek Kościelniak |

| 14 czerwca 2003 | Lechia Gdańsk                     | 10:22 (pd.)(5:7, 10:10) | Ogniwo Sopot                   | Gdańsk Sędzia: Wiesław Piotrowicz |
| 14 czerwca 2003 | St. Więciorek 5, G. Leszczyński 5 | 10:22 (pd.)(5:7, 10:10) | M. Baraniak 9, M. Wilczuk 5, ? | Gdańsk Sędzia: Wiesław Piotrowicz |

Mecz o trzecie miejsce:
| 21 czerwca 2003 | Lechia Gdańsk                               | 18:19(5:7) | Budowlani Lublin                                        | Gdańsk Sędzia: Leszek Kościelniak |
| 21 czerwca 2003 | J. Urbanowicz 8, A. Potarowicz 5,R. Sajur 5 | 18:19(5:7) | R. Wołoszyn 5, K. Jarosz 5, A. Wołoszyn 5, T. Stępień 4 | Gdańsk Sędzia: Leszek Kościelniak |

Finał:
| 22 czerwca 2003 | Budowlani Łódź                                                       | 20:29(8:10) | Ogniwo Sopot                                                                             | Łódź Sędzia: Valin Laurent |
| 22 czerwca 2003 | K. Hotowski 5, T. Cisak 5, M. Liedel 5, M. Langowski 3, P. Gomulak 2 | 20:29(8:10) | D. Podolski 6, M. Wilczuk 5, M. Gawroński 5, W. Czaja 5, G. Kacała 5, M. Szablewski II 3 | Łódź Sędzia: Valin Laurent |

## Klasyfikacja końcowa
Klasfyfikacja końcowa ligi (na czerwono wiersz z drużyną, która spadła do Serii B, na żółto z drużyną, która zagrała w barażu o utrzymanie):
| Pozycja | Drużyna           |
| ------- | ----------------- |
| 1       | Ogniwo Sopot      |
| 2       | Budowlani Łódź    |
| 3       | Budowlani Lublin  |
| 4       | Lechia Gdańsk     |
| 5       | Arka Gdynia       |
| 6       | Orkan Sochaczew   |
| 7       | AZS AWFiS Gdańsk  |
| 8       | Folc AZS Warszawa |
| 9       | Posnania Poznań   |
| 10      | Juvenia Kraków    |

## Seria B
Równolegle z rozgrywkami Serii A odbywała się rywalizacja w Serii B. Wzięło w niej udział siedem drużyn, które rozgrywały mecze zgodnie z zasadą każdy z każdym, mecz i rewanż. W ciągu sezonu doszło do połączenia Skry Warszawa i CSP Legionowo pod szyldem Skry. Do Serii A awansowała najlepsza drużyna, druga grała baraż o awans z dziewiątą drużyną Serii A.
Tabela końcowa Serii B (na zielono wiersz z drużyną, która awansowała do Serii A, na żółto z drużyną, która awansowała do barażu):
| Pozycja | Drużyna        |
| ------- | -------------- |
| 1       | Pogoń Siedlce  |
| 2       | Aber Olsztyn   |
| 3       | Skra Warszawa  |
| 4       | Arka II Gdynia |
| 5       | Wektor Toruń   |
| 6       | Chaos Poznań   |

## Baraż o Serię A
W barażu rozegranym pomiędzy dziewiątym zespołem Serii A i drugim zespołem Serii B, prawo gry w kolejnym sezonie w Serii A obroniła Posnania Poznań, która pokonała Aber Olsztyn 35:7.

## Inne rozgrywki
W finale Pucharu Polski Budowlani Łódź pokonali Budowlanych Lublin 85:0. W mistrzostwach Polski juniorów zwycięstwo odnieśli Budowlani Łódź, a wśród kadetów Arka Gdynia. 

## Nagrody
Najlepszym zawodnikiem został wybrany przez Polski Związek Rugby Rafał Wojcieszak, a trenerem Janusz Kozak.